# Nameless
Nameless es una banda uruguaya de Rock Alternativo/Nu Metal con mezcla de Hard Rock y Pop. Su música mezcla el metal con el hard rock y el pop logrando un sonido bastante particular y poco escuchado en Uruguay. 
Algunas de sus influencias musicales radican en bandas como Evanescence, Creed, Slipknot, Korn, Lacuna Coil, Killswitch Engage y A Perfect Circle.
Ganadores del Premio Grafitti 2021 como Mejor Álbum de Metal y Hard Rock siendo el primero en premiar a una banda liderada por una mujer en esta categoría.

## Historia
Nameless se formó en el verano del año 2005 luego de la reunión de Betina Sánchez y Martín Silva quienes ya habían participado en proyectos musicales en común unos cuantos años antes.
En esta oportunidad integran a Gonzalo (batería) y más tarde (luego de algunos cambios en la agrupación) llegaría Juan al bajo, y finalmente en el 2012 Andrés suplanta a Gonzalo en la batería.
Durante estos años Nameless se ha presentado en diversos lugares de Montevideo y el interior de Uruguay y Argentina. 
En el 2008 la banda lanzó su álbum debut titulado Primero y grabado de forma independiente. Durante el 2010 lanzaron su segundo disco, titulado Existencial y fue grabado bajo el sello discográfico Perro Andaluz. Luego vendría 7 Caminos con el sello discográfico Apolo Records y lanzado en el 2012. Luego un especial DVD acústico titulado 90% Acústico en el año 2014. Su último trabajo a la fecha se titula NLS fue grabado bajo el sello discográfico Caotic Records y lanzado en el 2016.

## Discografía

### Discos de Estudio
- 2008: Primero
- 2010: Existencial
- 2012: 7 Caminos
- 2014: 90% Acustico
- 2016: NLS
- 2020: De acá venimos

### Videos musicales
- Lunes
- Frío
- Partir
- Canción de Cuna (acústico)
- Grita
- La vida sigue igual